# Heteronotus camaroni
Heteronotus camaroni är en insektsart som beskrevs av Boulard 1980. Heteronotus camaroni ingår i släktet Heteronotus och familjen hornstritar. Inga underarter finns listade i Catalogue of Life.